# Paraxerus
Paraxerus é um gênero de roedores da família Sciuridae.

## Espécies
- Paraxerus alexandri (Thomas & Wroughton, 1907)
- Paraxerus boehmi (Reichenow, 1886)
- Paraxerus cepapi (A. Smith, 1836) - esquilo-da-savana
- Paraxerus cooperi Hayman, 1950
- Paraxerus flavovittis (Peters, 1852)
- Paraxerus lucifer (Thomas, 1897)
- Paraxerus ochraceus (Huet, 1880)
- Paraxerus palliatus (Peters, 1852)
- Paraxerus poensis (A. Smith, 1830)
- Paraxerus vexillarius (Kershaw, 1923)
- Paraxerus vincenti Hayman, 1950